# Dajti Nationalpark
Dajti Nationalpark (albansk: Parku Kombëtar i Malit të Dajtit) er en nationalpark etableret i 1966 i det centrale Albanien, der siden en udvidelse i 2006 har omfattet et et område på 293,84 km2. Parken ligger 40 km øst for Adriaterhavet og 26 km øst for Tirana. Området er under delt jurisdiktion mellem det albanske agentur for beskyttede områder (AKZM) og Tirana kommunes parker og rekreative agentur (APR). Den støder op til Shtamë-passet Nationalpark mod nordvest, Kraste-Verjon beskyttet landskab mod vest og Mali me Gropa-Bizë-Martanesh beskyttet landskab mod øst. Parken er præget af en ekstremt fragmenteret, robust topografi, der skaber gunstige betingelser for en stor mangfoldighed af økosystemer og biodiversitet og er optaget som et vigtigt planteområde af international betydning af Plantlife.
I 2019 åbnede et turistinformationscenter tæt på tv- og radiotårnene ved SH47-vejen i Fushe Dajt. 
Området er kendt for Dajti Ekspres-svævebane og eventyrpark foruden områdets gamle traditionelle restauranter, der serverer lokale retter i henhold til den slow food-madtraditionen.

## Geologi
Dajti-massivet, er en bjergkæde, der stiger til en højde på 1.613 moh., omfatter udover Dajti også Priska mod syd, Tujani i centrum og Brari mod nord. Bjergbestigere kan se ned over byen Tirana og over bjergene i regionen. På grund af panoramaudsigten er dette sted blevet navngivet som "balkonen i Tirana". En af Tiranas vigtigste vandkilder, Bovilla-reservoiret, ligger nordøst for Brar med stejle klipper og en kløft. I den anden ende af parken langs floden Erzen findes den forhistoriske Pellumbas-grotten der ligger i Skorana-kløften, som er dannet af floden. En anden naturlig attraktion er Shëngjini-vandfaldene nær landsbyen Shëngjergj.

## Flora og fauna
Dajtis forskelligartede geologi og topografi har resulteret i en mangfoldig flora og fauna. Ud over skovene og bjerglandskabet med mange vilde blomster er også mange pattedyr beskyttet. Parken er beboet af vildsvin, ulv, rød ræv, europæisk hare, brunbjørn, egern og europæisk vildkat. I den nedre del af bjergene består vegetationen af krat og hede med forskellige urter. Eg dominerer i omkring 600-1.000 m højde iblandet bøg og ahornskove og nogle nåletræer over 1.000 m højde. Den stenede top har kun lidt vegetation.

### Skovbrande og rydning
I 2010'erne er skovrydning blevet et stort problem på bjerget. I sommeren 2012 og foråret 2019 blev 10 ha skove på Priska-topmødet og delvist Dajti i 2017 ramt af skovbrande, der kun kunne slukkes ved hjælp af helikoptere. Skaden var omfattende på toppene og kan tydeligt ses fra Tirana.
- Dajti Ekspres svævebane øverste station
- Bovilla-reservoiret
- Dajti fra øst
- Pellumbas hule
- Skovbrande på Priska i 2019